# علم الأمراض الجراحي

ورم ميلانيني خبيث. هذا كما سيظهر على المريض.

بالنسبة لمعظم أخصائيي الأمراض التشريحية، فإن علم الأمراض الجراحي هو أهم مجال من المجالات التطبيقية وأكثرها استغراقاَ للوقت حيث يشمل الفحص العِيانِي والمجهري للعينات الجراحيَّة، وكذلك الخزعات المقدمة من قِبَل الجرَّاحين وغير الجرَّاحين مثل: أطباء الباطنة، والتخصصات الطبية الفرعية، وأطباء الأمراض الجلدية، وأخصائيي علم الأشعة التدخلي.
يتيح التطبيقُ على علمِ الأمراضِ الجراحِي التشخيصَ النهائي للمَرض (وجودَه أوعدم وجودِه) في أي حالة حيث تزال فيها الأنسجة جراحياً من المريض. يُجرى ذلك عادةً عن طريق مزيج من الفحص العِيانِي والفحص المِجهَري (النسيجي) للنسيج، وقد يتضمن إختبارات للخصائص الجزيئية للأنسجة عن طريق الكيمياء النسيجية المناعية أو الفحوصات المخبرية الأخرى.

## عيّنات

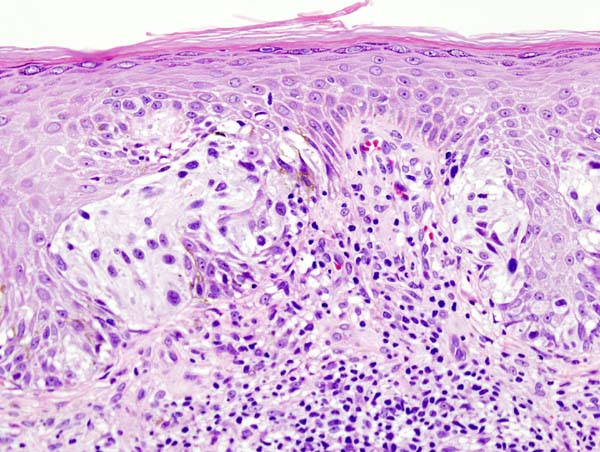
ورم ميلانيني خبيث. هذا جزء من الأنسجة ملطخ بالهيماتوكسيلين واليوزين ويُشاهد على شريحة مجهرية

هناك نوعان رئيسيان من العيناتِ المقدَّمة لتحليلِ الأمراض الجراحيَّة، وهي: الخزعات والاستئصال الجِراحي.
الخزعة عبارة عن قطعة صغيرة من الأنسجة يتم إزالتها في المقام الأول لأغراض التحليل المَرَضي الجِراحي غالباً من أجل تقديم تشخيص نهائي، وأنواعُها تشمل الخزعات اللبّيَّة، والتي تقوم على استخدام إبر كبيرة التجويف، والتي أحياناً تكون بتوجيه من التقنيات الإشعاعية مثل الموجات فوق الصوتية أو الأشعة المقطعية أو التصوير بالرنين المغناطيسي، ومن الجدير بالذّكر أنَّه لا ينبغي الخلط بين الخزعات اللبّيَّة، التي تحافظ على بنية الأنسجة، وعينات الخزعة بالإبرة، والتي يتم تحليلها باستخدام تقنيات علم الأمراض الخلوي.
تقوم الخزعات الاقتطاعية على الإجراءات الجراحية التشخيصية التي تزيل جزءاَ من الآفة المشبوهة، في حين أن الخزعات الاستئصالية تزيل الآفة بالكامل، وهي تشبه عمليات الإستئصال الجراحي العلاجية، وتعتبر الخزعات الإستئصالية من الآفات الجلدية والأورام الحميدة المعدية المعوية شائعة جدًا.
يعد تفسير أخصائي علم الأمراض للخزعة أمراً بالغ الأهمية في تحديد تشخيص الورم الحميد أو الخبيث، ويمكنه التفريق بين أنواع ودرجات السرطان المختلفة، وكذلك تحديد نشاط المسارات الجزيئية المحددة في الورم، وهذه المعلومات مهمة لتنبؤ مآل المريض واختيار أفضل علاج يمكن تقديمه، كما تُستخدم الخزعات أيضاً لتشخيص أمراض أخرى غير السرطان تشمل الأمراض الالتهابية والمعدية أو مجهولة السبب في الجلد والجهاز الهضمي على سبيل المثال لا الحصر.
تُؤخذ عينات الاستئصال الجراحي عن طريق الاستئصال الجراحي العلاجي لمنطقة أو عضو مريض بالكامل (وأحياناً أعضاء متعددة)، وغالبًا ما تهدف هذه الإجراءات إلى أن تكون علاجاً جراحياً نهائياً لمرض يكون التشخيص فيه معروفًا بالفعل أو يشتبه به بشدة. ومع ذلك، فإن التحليل المرضي لهذه العينات مهم للغاية في تأكيد التشخيص السابق، وتحديد مدى انتشار المرض الخبيث، وكذلك تحديد ما إذا كانت المنطقة المريضة بأكملها قد تمت إزالتها أم لا (عملية تسمى «تحديد الهامش الجراحي»، غالبًا باستخدام مقطع تجميدي)، والتعرف على وجود أمراض متزامنة غير متوقعة، وتقديم معلومات عن علاج ما بعد الجراحة، مثل العلاج الكيميائي المساعد في حالة السرطان.
في تحديد الهامش الجراحي للإستئصال الجراحي، يمكن للجراح استخدام تقنية رغيف الخبزالمعياري أو التقييم الهامشي المحيطي والعميق الكامل (CCPDMA)، وهناك نوع خاص من CCPDMA سُميَّ على اسم جرَّاح عام تعرف بـ «جراحة موس».

## سير العمل
- فحص عِياني
- مقطع تجميدي
- التثبيت والإسجاء
- فحص مجهري
- اختبار مساعد
- تقرير علم الأمراض الجراحي
- استشارة مباشرة

## تخصصات فرعية

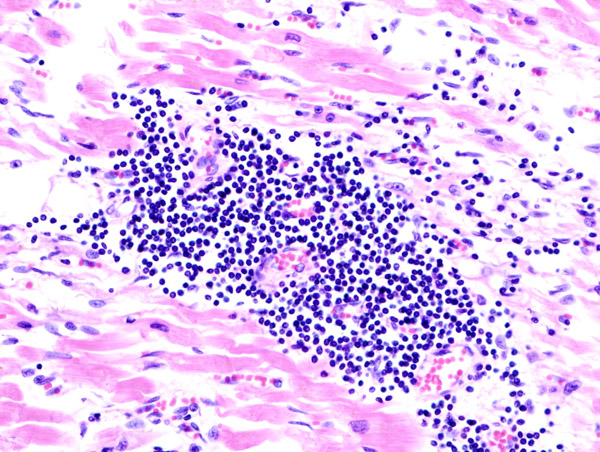
شريحة نسيجية (مجهرية) توضح التهاب عضلة القلب الفيروسي، وهو عدوى تصيب عضلة القلب

يسعى العديد من أخصائيي علم الأمراض إلى الحصول على تدريب على مستوى الزمالة، أو بطريقة أخرى، يواصلون التخصص في مجال مركّز من علم الأمراض الجراحي، وينتشر التخصص الفرعي بشكل خاص في الأوساط الأكاديمية، حيث قد يتخصص علماء الأمراض في مجال علم الأمراض الجراحي التشخيصي ذي الصلة بأبحاثهم، ولكنه أصبح منتشرًا بشكل متزايد كعمل خاص أيضاً، وللتخصص الفرعي عدد من الفوائد، كزيادة الخبرة والمهارة في تفسير الحالات الصعبة، فضلاً عن تطوير علاقة عمل أوثق بين أخصائي علم الأمراض والأطباء في مجال التخصص الفرعي. وتشمل التخصصات الفرعية الشائعة لعلم الأمراض الجراحية ما يلي:
- علم أمراض العظام
- علم أمراض القلب
- علم الأمراض الخلوي (تخصص فرعي معتمد من مجلس الإدارة في الولايات المتحدة)
- طب أمراض الجلد (تخصص فرعي معتمد من مجلس الإدارة في الولايات المتحدة)
- أمراض الغدد الصمَّاء
- علم أمراض الجهاز الهضمي
- علم أمراض الجهاز البولي التناسلي
- علم أمراض النساء
- علم أمراض الدم (تخصص فرعي معتمد من مجلس الإدارة في الولايات المتحدة)
- علم الأمراض العصبية (تخصص فرعي معتمد من مجلس الإدارة في الولايات المتحدة وتخصص معترف به في المملكة المتحدة)
- علم أمراض العيون
- علم أمراض الأطفال (تخصص فرعي معتمد من مجلس الإدارة في الولايات المتحدة وتخصص معترف به في المملكة المتحدة)
- علم أمراض الكلى
- علم أمراض الأنسجة اللينة
- علم أمراض الثدي